# Махнач (Куявсько-Поморське воєводство)
Махнач (пол. Machnacz) — село в Польщі, у гміні Бжешць-Куявський Влоцлавського повіту Куявсько-Поморського воєводства.
Населення — 216 осіб (2011).
У 1975-1998 роках село належало до Влоцлавського воєводства.

## Демографія
Демографічна структура станом на 31 березня 2011 року:
|          | Загалом | Допрацездатний вік | Працездатний вік | Постпрацездатний вік |
| -------- | ------- | ------------------ | ---------------- | -------------------- |
| Чоловіки | 104     | 26                 | 69               | 9                    |
| Жінки    | 112     | 21                 | 58               | 33                   |
| Разом    | 216     | 47                 | 127              | 42                   |